# برکی بدهال
برکی بدهال (به انگلیسی: Barki Badhal) یک منطقهٔ مسکونی در پاکستان است که در اسلام‌آباد واقع شده‌است. برکی بدهال ۴۵۰ متر بالاتر از سطح دریا واقع شده‌است.